# Équipe cycliste Ride Sport Racing
L'équipe cycliste Ride Sport Racing est une ancienne équipe cycliste australienne, ayant existé entre 2006 et 2009. Elle participait aux circuits continentaux de cyclisme et en particulier l'UCI Oceania Tour.  

## Histoire de l'équipe
L'équipe a été créée en 2006 sous le nom de FRF Couriers-Excelpro. L'année suivante, elle a changé de co-sponsor, Excelpro étant remplacé par NSWIS. Depuis octobre 2008, la marque japonaise Panasonic est devenu le sponsor principal unique. L'équipe a gardé sa nationalité australienne. En 2009 elle devient l'équipe Ride Sport Racing (co-sponsors : Nestlé, Rydges Hotels&Resorts) Les coureurs sont équipés de cycles KUOTA.
Dans le passé, il y avait plusieurs équipes de cyclisme avec comme sponsor principal, la firme  Panasonic. La plus connue fut l'équipe néerlandaise Panasonic qui évolua entre 1984 et 1992. L'équipe comportait de nombreux coureurs renommés comme Phil Anderson, Steven Rooks, Erik Breukink, Robert Millar, Maurizio Fondriest, ou Olaf Ludwig.
En 2009, l'équipe s'appelle Ride Sport Racing, avant de disparaitre fin 2009.

## Classements UCI
L'équipe participe aux circuits continentaux et principalement à des épreuves de l'UCI Oceania Tour. Les tableaux ci-dessous présentent les classements de l'équipe sur les différents circuits, ainsi que son meilleur coureur au classement individuel.
UCI Asia Tour
| Saison | Classement par équipes | Meilleur coureur au classement individuel |
| ------ | ---------------------- | ----------------------------------------- |
| 2009   | 21e                    | David McCann (31e)                        |

## Saison 2008

### Effectif
| Coureur           | Date de naissance | Nationalité | Équipe 2007   |
| ----------------- | ----------------- | ----------- | ------------- |
| Anthony Bennett   | 22.08.1987        | Australie   |               |
| Robert Cater      | 02.04.1986        | Australie   |               |
| Luke Cridland     | 29.03.1987        | Australie   |               |
| Timothy Guy       | 16.05.1989        | Australie   | Néo-pro       |
| Jason Hegert      | 29.01.1978        | Australie   |               |
| Peter John Herzig | 08.06.1978        | Australie   |               |
| Chris Jongewaard  | 18.07.1979        | Australie   | Jittery Joe's |
| Chris Jory        | 12.03.1987        | Australie   |               |
| Kris Koke         | 10.09.1979        | Australie   | Néo-pro       |
| Joseph Lewis      | 13.01.1989        | Australie   | Néo-pro       |
| Deon Locke        | 25.05.1987        | Australie   | Néo-pro       |
| Dale Scarfe       | 16.09.1989        | Australie   | Néo-pro       |

### Victoires
Victoires sur les Circuits Continentaux
| Date       | Course                      | Pays      | Classe | Vainqueur        |
| ---------- | --------------------------- | --------- | ------ | ---------------- |
| 16/10/2008 | 4e étape du Herald Sun Tour | Australie |        | Chris Jongewaard |

## Saison 2009

### Effectif
| Coureur           | Date de naissance | Nationalité      | Équipe 2008                          | Équipe 2010              |
| ----------------- | ----------------- | ---------------- | ------------------------------------ | ------------------------ |
| Robert Cater      | 02.04.1986        | Australie        |                                      | Transféré en 2009        |
| John Cornish      | 29.11.1980        | Australie        | Néo-pro                              |                          |
| Timothy Guy       | 16.05.1989        | Australie        | Néo-pro                              |                          |
| Luke Cridland     | 29.03.1987        | Australie        |                                      |                          |
| Rob Doyle         | 25.12.1986        | Australie        | Néo-pro                              |                          |
| Peter John Herzig | 08.06.1978        | Australie        |                                      |                          |
| Kris Koke         | 10.09.1979        | Australie        |                                      | Transféré en 2009        |
| Deon Locke        | 25.05.1987        | Australie        |                                      | CKT TMIT-Champion System |
| Alastair Loutit   | 20.02.1990        | Australie        | Néo-pro                              |                          |
| Scott Lyttle      | 08.02.1987        | Nouvelle-Zélande | Néo-pro                              | Cycle Surgery            |
| David McCann      | 17.03.1973        | Irlande          | Giant Asia Racing                    | Giant Asia Racing        |
| Shaun McCarthy    | 11.04.1986        | Australie        | Néo-pro                              | Transféré en 2009        |
| Shaun Morris      | 15.03.1987        | Australie        | Néo-pro                              |                          |
| Lachlan Norris    | 21.01.1987        | Australie        | Ex-pro (2007 Southaustralia.com-AIS) | Drapac Porsche           |
| Dale Scarfe       | 16.09.1989        | Australie        |                                      |                          |
| Peter Smith       | 11.03.1987        | Australie        | Néo-pro                              | Raleigh                  |
| Trent Stevenson   | 05.01.1980        | Australie        | Néo-pro                              |                          |

### Victoires
| Date       | Course                                    | Pays    | Classe | Vainqueur    |
| ---------- | ----------------------------------------- | ------- | ------ | ------------ |
| 05/09/2009 | Championnat d'Irlande du contre-la-montre | Irlande | CN     | David McCann |